# 配对公理
在公理化集合论和使用它的逻辑、数学和计算机科学分支中，配对公理是 Zermelo-Fraenkel 集合论的公理之一。

## 形式陈述
在 Zermelo-Frankel 公理的形式语言中，这个公理读做：
{\displaystyle \forall x,\forall y,\exists A,\forall z:z\in A\iff (z=x\lor z=y)}
换句话说：
给定任何集合 x 和任何集合 y，有着一个集合 A 使得，给定任何集合 z，z 是 A 的成员，当且仅当 z 等于 x 或者 z 等于 y。

## 解释
这个公理实际说的是，给定两个集合 x 和 y，我们可以找到一个集合 A ，它的成员就是 x 和 y。我们可以使用外延公理证明这个集合 A 是唯一的。我们可以叫这个集合 A 为 x 和 y 的对，并把A指示为 {x,y}。所以这个公理的本质是：
任何两个集合都有一个对。
{x,x} 简写为 {x}，叫做包含 x 的单元素集合。注意单元素集合是对的特殊情况。
配对公理还允许定义有序对。对于任何集合 {\displaystyle a} 和 {\displaystyle b}，有序对的定义如下：
{\displaystyle (a,b)=\{\{a\},\{a,b\}\}.\,}
注意这个定义满足条件
{\displaystyle (a,b)=(c,d)\iff a=c\land b=d.}
有序的n-元组可以递归的定义如下：
{\displaystyle (a_{1},\ldots ,a_{n})=((a_{1},\ldots ,a_{n-1}),a_{n}).}
配对公理一般被认为是无可争议的，它或它的等价命題出现在任何可替代的集合论的公理化中。不过在 Zermelo-Fraenkel 集合论的标准陳述裡，配对公理可以从幂集公理和替代公理模式中得出，所以它有时被省略。

## 一般化
与空集公理一起，配对公理可以一般化为如下模式：
{\displaystyle \forall x_{1},\ldots ,\forall x_{n},\exists A,\forall y:y\in A\iff (y=x_{1}\lor \cdots \lor y=x_{n})}
就是说：
给定任何有限数目的集合 x1 ,..., xn，有一个集合 A，它的成员就是 x1 ,..., xn。同樣地，通过外延公理可知这个集合 A 是唯一的，其指示为{x1,...,xn}。
当然，我们不能严格地指出何謂有限数目的一些集合，除非早就給定了一個有限集合，而上述的x1 ,..., xn都屬于這個集合。所以，这不是一个单一的陈述而是一个模式，对每个自然数 n 有一个单独的陈述。
- 情况 n = 1 是带有 x = x1 而 y = x1 的配对公理。
- 情况 n = 2 是带有 x = x1 而 y = x2 的配对公理。
- 情况 n > 2 可以透過多次使用配对公理和并集公理来证明。

例如，要证明情况 n = 3，使用配对公理三次，来生成对 {x1,x2}，单元素集合 {x3}，接着的对 {{x1,x2},{x3}}。并集公理接着生成想要的结果 {x1,x2,x3}。我们可以扩展这个模式以包括 n=0，如果我们把这个情况詮釋为空集公理的話。
所以，它可以作为公理模式来替代空集公理和配对公理。但是人们通常单独使用空集公理和配对公理，并把它作為一個定理模式來证明。注意接受这个模式为公理模式不会替代并集公理，在其他情况下仍需要并集公理。

## 其他替代者
另一个公理在給定空集公理时可以蕴涵配对公理：  
{\displaystyle \forall x,\forall y,\exists A,\forall z(z\in A\iff (z\in x\lor z=y))}
作代入： x={}，y=a，我们得到 A 为 {a}。接着再作代入：x={a}，y=b，我们得到 A 为 {a,b}。透過这种方式可以構造任意有限集合。而且這個公理可以用来生成所有继承有限集合，而不需使用并集公理。

## 引用
- Paul Halmos, Naive set theory. Princeton, NJ: D. Van Nostrand Company, 1960. Reprinted by Springer-Verlag, New York, 1974. ISBN 0-387-90092-6 (Springer-Verlag edition).
- Jech, Thomas, 2003. Set Theory: The Third Millennium Edition, Revised and Expanded.  Springer.  ISBN 3-540-44085-2.
- Kunen, Kenneth, 1980. Set Theory: An Introduction to Independence Proofs. Elsevier.  ISBN 0-444-86839-9.